# شهرستان رودبار
شهرستان رودبار جنوبی‌ترین، وسیع‌ترین و متنوع‌ترین شهرستانِ استان گیلان در کشور ایران است. مرکز این شهرستان شهر رودبار است. شهرستان رودبار به‌خاطر داشتن باغ‌های زیتون شهرت فراوانی دارد.

## نامگذاری
به سبب وجود رودهای فراوان به ویژه رود «سفید رود» در این ناحیه، آن را «رودبار» نامیدند که به معنی سرزمین رودها می‌باشد. «بار» در کلمه رودبار به مفهوم ساحل و اراضی کنار رود می‌باشد. واژهٔ رودبار معانی متعددی دارد، مانند: «جایی که در آن رودخانه بسیاری جاری باشد» یا «ساحل رود» یا «کنار رود».

## تاریخ رودبار
کوهستان البرز و رودهای روان، مرزهای طبیعی منطقه رودبار را شکل داده‌اند. حکومت‌های منطقه به تبع همین موقعیت سوق‌الجیشی استقلال آن را در برابر تهاجم خارجی حفظ می‌کردند. آثاری که از این تمدن‌ها بر جای مانده است از این جمله است:

### پارینه سنگی یا عصر سنگ
- گنج پر رستم‌آباد

مکان باز گنج پر در رستم‌آباد و مشرف بر دره کلورز قرار دارد. این مکان باستانی در سال ۱۳۸۱ توسط باستان‌شناسان بخش پارینه سنگی موزه ملی ایران شناسایی و مطالعه شد. در بررسی این مکان، تعدادی ابزار سنگی مربوط به فرهنگ آشولی کشف شد که از سنگ آذرین، سنگ آهک و سنگ ماسه ساخته شده‌اند. ابزارهای کشف شده شامل تبر دستی، ساطور و تراشه ابزار است. احتمالاً سازنده این ابزارهای انسان راست قامت است که در حدود ۲۵۰ هزار سال پیش منقرض شده است. احتمالاً ساکنان این مکان در نزدیکی رودخانه سفیدرود مستقر بوده و از سنگ‌های موجود در کناره رودخانه برای ساخت ابزار استفاده کرده‌اند.
- غار دربند رشی

غارهای دربند رشی ('۵۰ °۳۶ شمالی، '۳۹°۴۹ شرقی) در جنوب روستای رشی در بخش رحمت آباد و بلوکات، در ارتفاع حدود ۷۵۰ متری از سطح دریا واقع شده است. قله دلفک یا درفک با ارتفاع حدود ۳۴۰۰ متر از سطح دریا، در این منطقه واقع است. این مکان‌های باستانی شامل غار کویل گر با طول تقریبی ۶۰ متر و غار جوکویله با طول تقریبی ۳۰ متر است که دهانه هر دو در جهت جنوب قرار دارد. غار دربند ب (جوکویله) نخستین بار توسط دکتر ولی جهانی (باستان‌شناس) در سال ۱۳۸۴ شناسایی و بررسی شد که طی آن شماری بقایای استخوان جانوران و انسان و همچنین تعدادی قطعات سفال (هزاره اول ق م) گردآوری شد. در بررسی غار مجاور (کویل گر) شماری قطعات سفال گردآوری کرد که همانند سفال‌های غار دربند ب مربوط به هزاره اول ق م هستند. پس از بررسی اولیه پرونده ثبت این غار آماده و در مرداد ۸۴ با شماره ۱۳۲۱۹ به ثبت آثار ملی رسید. در بررسی‌های مجددی توسط بیگلری، جهانی و شیدرنگ در این غار علاوه بر بقایای سنگواره‌ای جانوران (از جمله خرس غار)، تعدادی ابزار سنگی شامل یک ساطور، تراشه روتوش شده، سنگ مادر و ضایعات تراش سنگ از سطح رسوبات گردآوری شد که مربوط به دوره پارینه سنگی قدیم است. در اردیبهشت ماه ۱۳۹۱ نخستین فصل گمانه زنی در غار دربند ب به سرپرستی دکتر فریدون بیگلری از موزه ملی ایران و با معاونت دکتر ولی جهانی، مسئول مرکز باستان‌شناسی گیلان و مشارکت متخصصین میان رشته‌ای انجام شد. در نتیجه این گمانه زنی مجموعه غنی از بقایای باستان شناختی شامل سنگواره جانوران و دست ساخته‌های سنگی به جای مانده از ساکنان غار کشف شد که باستان شناسان را شناخت یکی از ناشناخته‌ترین و کهنترین ادوار پیش از تاریخ ایران یاری می‌کند. طبق مطالعات جدید این غار پیش از ۲۰۰ هزار سال پیش مسکن شکارچیان عصر سنگ بوده است. غار دربند قدیمی‌ترین سکونتگاه تاریخگذاری شده انسان در ایران است.
- روستای تاریخی اسکابن

محوطه شیلانیک پشته اسکابن مربوط به عصر آهن دو-I دوره اشکانیان است و در شهرستان رودبار، بخش عمارلو، روستای اسکابن واقع شده و این اثر در تاریخ ۱۱ شهریور ۱۳۸۲ با شماره ثبت ۹۹۳۴ به عنوان یکی از آثار ملی ایران به ثبت رسیده است.
در بین کشفیات باستان‌شناسان ایرانی–ژاپنی، دو محوطه در ناحیه عمارلو مربوط به ۱۰ تا ۱۶ هزار سال قبل از میلاد می‌باشد که عبارتند از روستای خل وشت و اسکابن.

#### پارینه سنگی جدید و فراپارینه سنگی
- پناهگاه خلوشت - بخش عمارلو
- پناهگاه آسکابن - بخش عمارلو
- غار چپلک
- غار مالحان

### عصر آهن
در کرانه شرقی سفیدرود دره زیبایی به نام گوهر رود وجود دارد که به علل حاصلخیزی خاک، ملایمت هوا و رطوبت و بارندگی کافی از بهترین نقاط این ناحیه به‌شمار می‌رود. در وسط درهٔ گوهر رود، رودخانه‌ای به همین نام جریان دارد که از شعبه‌های کوچک سفیدروداست.
در دره گوهر رود تپه‌های کوچک و بزرگی به چشم می‌خورد که مربوط به دوره‌های باستانی است و تپه مارلیک یکی از مهم‌ترین آن هاست. این تپه در محلی به نام چراغعلی تپه (مالک قدیمی آن) شهرت دارد. تپه‌های باستای گوهر رود از جمله مارلیک بقایای یک تمدن باستانی فراموش شده‌ای را در دل خود مدفون کرده‌اند.
تپه مارلیک، که گنجینه‌ای ارزنده از هنر و تمدن بشری را در طول قرن‌ها در خود پنهان کرده است در حقیقت تپه‌ای طبیعی و صخره‌ای است که از سنگ‌های سولفات آهن تشکیل شده و لایه‌های طبیعی و تحتانی آن چنان است که شکاف‌های بزرک درون تپه ایجاد کرده و همین حفره‌ها موجب شده تا حیواناتی چون موش و مار به فراوانی در آن لانه کنند. عده‌ای معتقدند که نام مارلیک به دلیل وفور مار در این تپه بر آنجا داده شده است و افسانه مار و گنج در این تپه مصداق واقعی پیدا کرده است.
اما برخی نیز مارلیک را یک واژهٔ تاریخی می‌دانند که از دو جز «مارد» و «لیک» ترکیب شده و معنای قوم «مارد» را می‌دهد. اینان استدلال می‌کنند که این کلمه در اصل «ماردلیک» بوده و با حذف «دال» مارلیک شده است. مارد اشاره به آمارد هاست و «لیک» هم همان «لک» است به پسوند مکان است که در واژه‌هایی نظیر اسکو+ لک (یکی از روستاهای رستم‌آباد رودبار) و گیل+لک دیده می‌شود.
اگر نظریه اخیر را قبول کنیم بی‌گمان باید گنجینهٔ مارلیک را متعلق به قوم آمارد بدانیم.
کاوش‌های مارلیک در سال‌های ۴۱–۱۳۴۰ با همکاری دانشگاه تهران و اداره باستان‌شناسی انجام گرفت. در ادامه کاوش‌ها وضعیت اصلی تپه که معرف آرامگاه و گورستان اقوام فراموش شده باستانی است- آشکار شد.
احتمال می‌رود که این تپه، آرامگاه خصوصی فرمانروایان و شاهزادگان محلی بوده است که در اواخر هزاره دوم و اوایل هزاره اول پیش از میلاد در این منطقه حکومت می‌کرده و مردگان خود را بنا بر سنن و آیین‌های رایج آن دوره به همراه اشیاء و آثار قیمتی در این آرامگاه‌ها به خاک می‌سپرده‌اند.
زمانی که سه چهارم کاوش در تپه انجام شد در حدود ۲۵ آرامگاه با اتاق آرامگاه کشف شد که در همه آن‌ها اشیایی مانند ظروف مفرغی – ظرف‌های سفالین- دکمه‌های تزئینی- انواع سرگرز، پیکان، شمشیر، خنجر، مجسمه‌های برنزی و سفالی، کلاه خود، سرنیزه، سوزن‌های طلاو مفرغ و… با نقوشی از انسان و گیاهان و حیوانات نظیر گاو کوهان‌دار، گاو بالدار، اسب شاخدار و اسباب بازیهایی برای کودکان - دوک پشم ریسی و افزاری از این‌گونه بدست آمد که معرف فرهنگ و طرز زندگی این اقوام هستند؛ و نشان از اعتقاد به زندگی پس از مرگ دارد.
پارچه‌های بدست آمده از تپه‌های مارلیک نشانه ظهور و پیشرفت صنعت بافندگی در گیلان هزاران سال پیش است.
از جمله موارد جالب کشف کاشفان، مهری است که روی آن خط میخی حک شده است یا مهر دیگری که مجلس شکا ر را نشان می‌دهد. به گفته باستان شناسان قدمت آن‌ها به بیش از سه هزار سال می‌رسد.
نمونه بی بدیل این کاوش‌ها جام مارلیک است که از زر ناب است و ارتفاع آن به ۱۸ سانتی‌متر می‌رسد.
ارتفاع نقش برجسته‌های جام تا دو سانتی‌متر می‌رسد که نشان دهنده مهارت استاد کاری است که با ضربات چکش آن را آفریده است.
نقش وسط جام درخت زندگی است و در دوسوی درخت دو گاو بالدار دیده می‌شود که در حال بالارفتن از درخت هستند. نمایش بدن حیوان به حالت نیم رخ و نمایش سر آن‌ها از روبه رو، از ویژگی‌های هنر ایرانی است و هویت ایرانی سازنده اش را نشان می‌دهد.
در کف جام گلی زیبا نقش شده است. درمیان گل نقش خورشید دیده می‌شود که شعاع‌های خود را به‌طور منظم پراکنده است.
برای مردم مارلیک خورشید تا حد پرستش بسیار مهم بوده است و تا جایی که می‌توانسته‌اند نماد خورشید را به شکل ترنج‌های هندسی تزئینی در کف اکثر ظروف و جام‌های فلزی به تصویر کشیده‌اند. وقتی به نوع نقش و طرز ترسیم این ترنج‌ها توجه می‌کنیم در می‌یابیم خورشید در مرکز همه چیز است و همه موجودات از نور و حرارت جانبخش او زندگی می‌گیرند.
با اینکه انسان در هزاره ششم پیش از میلاد به فلزات دست پیدا کرده است اما از افتخارات مهم تمدن مارلیک صنایع فلزی و مخصوصاً صنایع مفرغی است. در منطقه مارلیک به سبب وجود معادن سنگ فلز و منابع سوخت مانند چوب فراوان تولید مفرغ رونق زیادی یافته و کارگاه‌های صنایع مفرغی به وجود می‌آیند. از نقاط اوج و شگفتی‌های دیگر صنعت مارلیک جام‌های شیشه است که گفته می‌شود از اولین نمونه‌های صنعت شیشه‌سازی بشر است.
و سرانجام این تمدن درخشان چه می‌شود؟ برخی باستان شناسان معتقدند به دلیل شباهت فراوان آثار مکشوفه از سیلک در کنار شهر کاشان به خصوص آثار مفرغی – ظروف و و ادوات و ابزار -بسیار محتمل است که اقوام سلیک همان مارلیکی‌ها باشند که پس از حمله آشوری‌ها به منطقه سیلک مهاجرت کرده‌اند و سپس به تدریج به مادها که از اقوام هند و ایرانی بودند پیوسته و در مراحل اولیه تکوین دولت ماد شرکت داشته و با دیگر گروه‌های مقتدر هند و ایرانی، امپراطوری مقتدر ماد را در اوایل هزاره اول پیش از میلاد به وجود آورده باشند.
مجموعه آثار مارلیک در سالن ایران باستان در موزه ملی ایران – تهران نگاهداری می‌شود. ابراهیم گلستان در سال ۱۳۴۲ فیلمی به نام تپه‌های مارلیک ساخت که برنده جایزه شیر سن مارکو جشنواره ونیز در سال ۱۳۴۳ شد که به ظاهر دربارهٔ کشفیات باستان‌شناسی در منطقهٔ مارلیک است، اما به واقع اثری در بارهٔ زندگی، هنر، دوام و آرزو برای فردایی بهتر است.
آثار بدست آمده از حفاری‌ها در منطقه مارلیک در موزه ملی ایران و موزه لوور فرانسه نگهداری می‌شوند. در این میان ۳ نمونه از ارزشمندترین آثار بدست آمده در موزه لوور فرانسه نگهداری می‌شوند. در نشانی وبسایت رسمی موزه لور که در آن‌ها به خصوصیات سه اثر ماندگار کشف شده در مارلیک پرداخته شده است، می‌توان شناخت جامع تری از این آثار بدست آورد.

## جمعیت
در سرشماری سال ۲۰۰۶ جمعیت این شهرستان ۱۰۱۸۸۴ نفر در ۲۷۹۰۲ خانوار بود. سرشماری در سال ۲۰۱۱ تعداد ۱۰۰۹۴۳ نفر در ۳۰۳۱۲ خانوار را به خود اختصاص داد. در سرشماری سال ۱۳۹۵، جمعیت این شهرستان ۹۴۷۲۰ نفر در ۳۱۱۴۶ خانوار بوده است.
| تقسیمات اداری         | ۲۰۰۶    | ۲۰۱۱    | ۲۰۱۶   |
| --------------------- | ------- | ------- | ------ |
| بخش مرکزی             | ۶۵٬۷۹۷  | ۶۸٬۶۳۱  | ۶۳٬۳۳۶ |
| دهستان کلشتر          | ۵٬۳۲۷   | ۵٬۳۲۹   | ۴٬۲۸۹  |
| دهستان رستم‌آباد جنوبی | ۳٬۶۲۳   | ۳٬۴۸۹   | ۳٬۶۵۷  |
| دهستان رستم‌آباد شمالی | ۲٬۷۸۲   | ۲٬۵۴۹   | ۲٬۴۷۸  |
| لوشان (شهر)           | ۱۴٬۵۹۶  | ۱۵٬۱۹۳  | ۱۳٬۰۳۲ |
| منجیل (شهر)           | ۱۶٬۰۲۸  | ۱۷٬۳۹۶  | ۱۵٬۶۳۰ |
| رستم‌آباد (شهر)        | ۱۱٬۹۸۷  | ۱۳٬۷۴۹  | ۱۳٬۷۴۶ |
| رودبار (شهر)          | ۱۱٬۴۵۴  | ۱۰٬۹۲۶  | ۱۰٬۵۰۴ |
| بخش عمارلو            | ۷٬۹۷۰   | ۶٬۹۶۰   | ۷٬۲۰۸  |
| دهستان جیرنده         | ۲٬۸۲۶   | ۲٬۳۷۲   | ۲٬۶۵۶  |
| دهستان کلیشم          | ۲٬۵۲۸   | ۲٬۰۰۴   | ۲٬۲۳۲  |
| جیرنده (شهر)          | ۲٬۶۱۶   | ۲٬۵۸۴   | ۲٬۳۲۰  |
| بخش خورگام            | ۱۰٬۴۶۵  | ۹٬۷۸۵   | ۹٬۲۸۴  |
| دهستان دلفک           | ۳٬۲۴۲   | ۳٬۰۹۳   | ۲٬۴۴۹  |
| دهستان خورگام         | ۵٬۷۱۵   | ۵٬۲۷۶   | ۵٬۲۲۳  |
| بره‌سر (شهر)           | ۱٬۵۰۸   | ۱٬۴۱۶   | ۱٬۶۱۲  |
| بخش رحمت‌آباد و بلوکات | ۱۷٬۶۵۲  | ۱۵٬۵۶۷  | ۱۴٬۸۹۱ |
| دهستان بلوکات         | ۵٬۷۱۰   | ۴٬۸۵۹   | ۴٬۴۴۰  |
| دهستان دشتویل         | ۵٬۴۱۶   | ۴٬۶۲۸   | ۴٬۹۲۷  |
| دهستان رحمت آباد      | ۴٬۸۵۵   | ۴٬۴۰۲   | ۴٬۰۱۴  |
| توتکابن (شهر)         | ۱٬۶۷۱   | ۱٬۶۷۸   | ۱٬۵۱۰  |
| کل                    | ۱۰۱٬۸۸۴ | ۱۰۰٬۹۴۳ | ۹۴٬۷۲۰ |

## مردم و زبان
شهرستان رودبار دارای تنوع گویشی و زبانی زیادی است و لهجه‌های مختلفی در این شهرستان جنوبی گیلان رایج است. در نواحی شمالی شهرستان رودبار که در مجاورت شهرستان رشت قرار دارد، زبان گیلکی با گویش مرکز استان گیلان رایج است که مشابه گویش منطقه کهدم یا سنگر کنونی است زیرا منطقه شمال رودبار از نظر تاریخی جزو ناحیه کهدمات محسوب می‌شده است. در شهرستان رودبار هر دو گویش بیه‌پس و بیه‌پیش از زبان گیلکی رایج است. در نواحی شرقی شهرستان رودبار که در مجاورت شهرستان سیاهکل قرار دارد، زبان گیلکی با گویش بیه‌پیش رواج دارد. در ارتفاعات جنوب شرقی رودبار، زبان گیلکی با گویش گالشی رایج است که مشابه گویش ارتفاعات شرق گیلان است. در مرکز و جنوب و غرب رودبار، گویش رودباری رواج دارد که در منابع از آن با نام گیلکی جنوبی یاد شده است و جزو گویش‌های جنوبی زبان گیلکی محسوب می‌شود. گیلکی رودباری در جنوب گیلان، در رستم‌آباد، رودبار، منجیل و لوشان رایج است. البته برخی از زبان شناسان رودباری را جزو گویش‌های غربی زبان گیلکی می‌دانند، مثل دکتر ایوب رسایی که رودباری را همراه با رشتی و فومنی به عنوان زیر مجموعه‌های گویش غربی زبان گیلکی دسته‌بندی می‌کند.
در برخی از منابع گویش رودبار با عنوان تاتی مانندها «tatoid» نیز یاد شده است.
گویش تاتی که در شهرستان رودبار رایج است، در ردهٔ تاتی جنوبی دسته‌بندی می‌شود. در کتاب‌های زبان‌شناسی، از تاتی رودبار بیشتر به نام تاتی درهٔ سپیدرود نام می‌برند و آن را زیرمجموعهٔ زبان گیلکی به‌شمار می‌آورند.
زبان تاتی در سه روستای کفته، کلاس و علی‌آباد که در شهرستان رودبار در مجاورت با شهرستان طارم قرار دارند، رایج است و خاصِ این سه روستا است. تاتی که در این سه روستا رایج است با تاتی رایج در شهرستان طارم مقاربت دارد و با زبان گیلکی و گویش رودباری تفاوت دارد. از نظر دستوری و زبانی، ویژگی خاصی که زبان تاتی در این منطقه دارد، وجود جنسیت و مذکر و مؤنث در این زبان است که در زبان‌های شمال ایران چنین ویژگی دیده نمی‌شود و ویژگی منحصر به فرد همین گویش است.

## شورای شهرستان رودبار

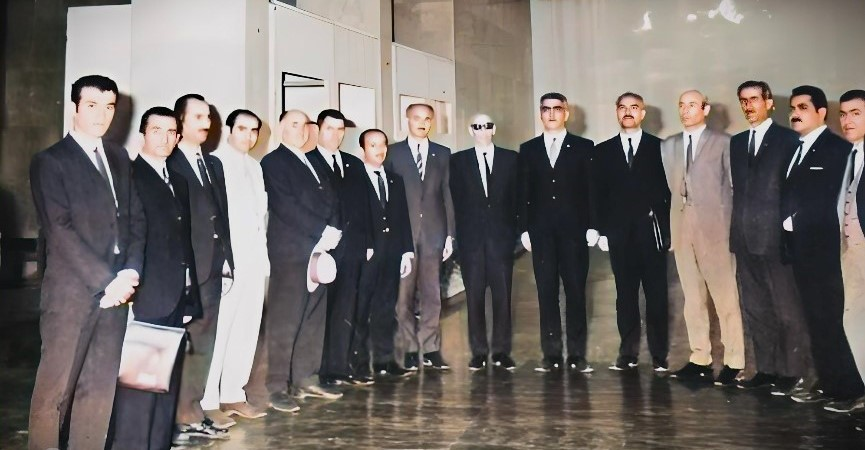

شورای سلطنتی شهرستان رودبار از بارگاه شاه ایران بازدید کرد و با محمدرضاشاه پهلوی دیدار کرد. اعضای محترم شورا عبارت بودند از:
- رئیس شورای شهرستان رودبار: آقای ضیاءالدین توکلی بیورزنی عمارلو هشتم از راست
- نایب رئیس شورای شهرستان رودبار: آقای تالش خان ولی زاده الیزه دهم از راست
- نماینده مردم شهرستان رودبار در مجلس: آقای محمود توسلی منجیلی، هفتم از راست
- آقای علی نقی عارفی نفر اول از سمت راست
- آقای اسکندر جباری منجیلی دوم از سمت راست
- جناب نامدارخان شریفی پیرکوهی عمارلو سوم راست
- آقای فاضل توسلی منجیلی نفر چهارم از سمت راست
- آقای مهدی ابراهیمی لویا نفر پنجم از سمت راست
- آقای محمد مهربان کلاتی ششم از راست
- آقای حسن حسن ملک‌زاده نفر نهم از سمت راست
- جناب ستارخان سلیمی گلنگشی عمارلو یازدهم از راست
- آقای منوچهر خان سلیمی گلنگشی عمارلو نفر دوازدهم از راست
- جناب یعقوب لطیفی دوابسری سیزدهم راست
- آقای رضا هاشمی اسکولک پانزدهم از سمت راست

شهرستان رودبار یکی از ۱۶ شهرستان استان گیلان ایران است. مرکز این شهرستان شهر رودبار است.
این شهرستان رودبار به چهار بخش مرکزی و ۹ دهستان مشتمل بر ۲۲۲ آبادی (روستا-مزرعه–مکان) تشکیل شده است.

## جغرافیا

### موقعیت جغرافیایی
شهرستان رودبار جنوبی‌ترین، وسیع‌ترین و متنوع‌ترین شهرستانِ استان گیلان در کشور ایران است. مرکز این شهرستان شهر رودبار است. شهرستان رودبار بخاطر داشتن باغ‌های زیتون شهرت فراوانی دارد. رودبار، از شمال به بخش سنگرشهرستان رشت، از جنوب شرق به بخش رودبار الموت غربی از استان قزوین، از خاور به شهرستان سیاهکل و شهرستان رودسر و از باختر به شهرستان شفت و از غرب و جنوب غرب به شهرستان طارم استان زنجان و بخش طارم سفلی استان قزوین می‌رسد.

### جغرافیای طبیعی
شهرستان رودبار در مختصات جغرافیایی ۳۶ درجه و ۳۲ دقیقه تا ۳۷ درجه و ۷ دقیقه ازخط استوا و ۴۹ درجه و ۱۱ دقیقه تا ۵۰ درجه ۵ دقیقه طول شرقی از نصف النهار مبدأ واقع شده است. این شهرستان با وسعت ۲۵۷۴ کیلومتر مربع وسیع‌ترین شهرستان استان گیلان است و از شمال به رشت، از جنوب به استان قزوین و از غرب به شفت و استان زنجان محدود می‌شود.
شهرستان رودبار درکرانه سفیدرود و در منطقه‌ای کوهستانی قرار گرفته است و آب و هوای آن تحت تأثیر هوای خشک و نیمه خشک ناحیه مرکزی قرار دارد. از نظر آب و هوایی، این منطقه به ویژه شهر رودبار دارای آب و هوای مدیترانه‌ای بوده و رویش درختان زیتون در این منطقه گواه موضوع است. این منطقه در مسیر بادهای دایمی دره سفید رود قرار گرفته که بادهای منجیل آن معروف است. در واقع هنگام گذر از رودبار و رسیدن به رشت، گیلان با تمام تنوع و زیبایی‌هایش به گونه‌ای موجز و فشرده از پیش چشم می‌گذرد.

### رودها
اصلی‌ترین رودخانه شهرستان رودبار سفید رود است که از طلاقی قزل اوزن و شاهرود دز سد منجیل تشکیل می‌شود سرچشمه شاخه اصلی سفید رود (قزل اوزن) از کوه‌های کردستان است.

### کوه‌ها
بلندترین قله شهرستان رودبار، درفک (دلفک) با ارتفاع ۲۷۱۴ متر در شهرستان رودبار، بخش رحمت آباد و بلوکات، دهستان دشتویل در ۲۷ کیلومتری شمال شرقی مرکز شهرستان رودبار است.
جهت کوه شمال غربی-جنوب شرقی بوده و مختصات جغرافیایی آن ۳۶ درجه و ۵۳ دقیقه و طول جغرافیایی آن ۴۲ درجه و ۴۹ درجه شمالی است.
رودخانه‌های «علی دوآب» و «سی سر» به ترتیب از دامنه‌های شمالی و جنوبی این کوه سرچشمه می‌گیرد.
گفته می‌شود قومی به نام دربیکها یا دربیکه‌ها در اطراف درفک زندگی می‌کردند که احتمالاً دلفک برگرفته از نام این قوم است.
1. استلخ بار: دهستان رحمت آباد، شهرستان رودبار گیلان، ۷ کیلومتر شرق جنوبی رودبار، شمال خاوری هرزه ویل، ارتفاع ۱۹۳۱ متر، جنگلی، این کوه از خاور به کوه‌های دو راهان و انبارجه متصل می‌گردد. (البرز مرکزی).
2. اسلار: دهستان حومه، شهرستان رودبار گیلان، ۱۷ کیلومتر شمال غربی رودبار، شمال باختری روستای به کوه کرم خانی و از باختر به کوه نهر آب متصل است (البرز غربی).
3. انبارجه کوه: دهستان رحمت آباد، شهرستان رودبار گیلان، ۱۳ کیلومتر شرق جنوبی رودبار، جنوب روستای خاصه کول، ارتفاع حدود ۲۲۳۰ متر، سرچشمه آب دوگاهه، جنگلی، (البرز مرکزی).
4. هزارخال، خرمکوه
5. انبوه: بخش عمارلو، شهرستان رودبار گیلان، ۵۲ کیلومتر شرق جنوبی رودبار، شمال غربی روستای انبوه، ارتفاع حدود ۲۲۵۰ متر، سرچشمه رودهای کلیشم و انبوه، (البرز مرکزی).
6. برآفتاب: بخش عمارلو. شهرستان رودبار گیلان، ۳۲ کیلومتری جنوب خاوری رودبار، شمال روستای پارود، ارتفاع حدود ۲۳۵۰ متر، (البرز مرکزی).
7. پک ملی: بخش عمارلو، شهرستان رودبار گیلان، ۴۹ کیلومتر شرق جنوبی رودبار، جنوب غربی روستای کلیشم ارتفاع ۱۵۸۴ متر، (البرز مرکزی).
8. توت در: بخش عمارلو، شهرستان رودبار گیلان، ۳۶ کیلومتر جنوب شرقی رودبار، شمال روستای دشت رز، ارتفاع ۱۱۹۹ متر، رودخانه شاهرود دامنه‌های جنوبی این کوه را طی می‌کند. (البرز مرکزی)
9. جاکونو: بخش عمارلو، شهرستان رودبار گیلان، ۴۴ کیلومتر شرق جنوبی رودبار، شمال رودخانه شاهرود، ارتفاع حدود ۱۳۸۰ متر، کوهستان البرز مرکزی.
10. درفک: دهستان بلوکات، شهرستان رودبار گیلان، ۲۷ کیلومتر شرق شمالی رودبار، جنوب خاوری روستای درفک، ارتفاع ۲۶۹۸ متر، جنگلی، سرچشمه سیاه رود و چاکرود، این کوه از باختر به شیرکوه متصل می‌شود. (مرکزی)
11. درم خانی: دهستان فاراب، شهرستان رودبار گیلان، ۴۷ کیلومتر شرق جنوبی رودبار، جنوب غربی روستای کلیشم، ارتفاع حدود ۲۲۲۰ متر، کوهستان البرز مرکزی.
12. دوراهان: دهستان رحمت آباد، شهرستان رودبار گیلان، ۹ کیلومتر جنوب شرقی رودبار، جنوب روستای نصفی ارتفاع حدود ۲۰۵۰ متر، جنگلی، این کوه از جنوب به سوهره کوه متصل می‌شود و جزو کوهستان (البرز مرکزی).
13. زردگان: بخش عمارلو، شهرستان رودبار گیلان، ۵۸ کیلومتر شرق جنوبی رودبار، شمال خاوری روستای انبوه، ارتفاع ۲۵۹۴ متر، این کوه از طرف خاور به وسیله گردنه زردگان به کوه ورینگ متصل می‌شود. (البرز مرکزی)
14. سوهره کوه: دهستان رحمت آباد، شهرستان رودبار، ۱۳۰ کیلومتر جنوب شرقی رودبار، شمال کارخانه سیمان لوشان، ارتفاع ۲۳۷۲ متر، این کوه از شمال به کوه دو راهان وصل می‌گردد. نیمه جنگلی (البرز مرکزی).
15. سینه خانی: دهستان حومه، شهرستان رودبار گیلان، ۵ کیلومتر باختر رودبار، شمال روستای علی‌آباد ارتفاع حدود ۱۸۰۰ متر شمال دریاچه سد سفیدرود، کوهستان البرز غربی.
16. شیرانک: دهستان رحمت آباد، شهرستان رودبار گیلان ۳۰ کیلومتری شرق جنوبی رودبار، باختر روستای شیرکوی، ارتفاع حدود ۱۷۵۰ متر، نیمه جنگلی، سرچشمه آب دوگاهه، (البرز مرکزی).
17. شیر کوه: دهستان رحمت آباد، شهرستان رودبار گیلان، ۲۱ کیلومتر شمال خاوری رودبار، خاور روستای بالا محله خرشک، ارتفاع حدود ۱۱۲۰ متر، سرچشمه خرشک رود، نیمه جنگلی، این کوه از خاور به درفک وصل است. (مرکزی)
18. کرم خانی: دهستان حومه شهرستان رودبار گیلان، ۱۹ کیلومتر شمال رودبار، شمال خاوری روستای تولاب بره، ارتفاع حدود ۱۳۵۰ متر، جنگلی، کوهستان البرز غربی.
19. نارنج کول: دهستان حومه، شهرستان رودبار، ۱۲ کیلومتر شمال غربی رودبار، شمال خاوری روستای دوگاهه ارتفاع حدود ۲۰۵۰ متر. نیمه جنگلی، این کوه از طرف باختر به کوه لاته برهنه متصل می‌شود. جزو کوهستان البرز غربی به‌شمار می‌رود.
20. نور برهنه: دهستان حومه، شهرستان رودبار گیلان ـ ۸ کیلومتر غرب شمالی رودبار، باختر روستای دارستان، ارتفاع حدود ۱۸۰۰ متر. این کوه از شمال به کوه نارنج کول متصل می‌شود و جزو کوهستان البرز غربی محسوب می‌گردد.
21. قله تجر:(با فتحه بر روی ت و ج) شهرستان رودبار- شهر رودبار- حدود ۷ کیلومتری مرکز شهرستان- بعد از روستای زیارتی و سیاحتی فیلده- ارتفاع ۱۸۷۵ متر

### حوادث طبیعی
۳۰ دقیقه بامداد روز پنج شنبه ۳۱ خرداد ۱۳۶۹ زلزله‌ای با قدرت ۷٫۳ ریشتر شهرستان رودبار را لرزاند. بر طبق نظر مؤسسه ژئو فیزیک دانشگاه تهران مختصات این زلزله در ۳۶ درجه و ۴۹ دقیقه عرض شمالی و ۴۹ درجه و ۲۴ دقیقه و ۵۱ ثانیه طول شرقی بود که منطبق بر بخش جنوبی استان گیلان (شهرستان رودبار) است.
این زلزله بیش از ۱۰۰ روستای شهرستان را به کل تخریب کرد و سی و هفت هزار نفر کشته و پانصد هزار نفر بی‌خانمان بر جای گذاشت. اگر بازار داغ تماشای مسابقات فوتبال جام جهانی ۱۹۹۰ نبود، تعداد تلفات این زلزله هولناک به مراتب بیش از این می‌شد.
این زلزله به منزله نقطه عطفی در برنامه مقاوم‌سازی ساخت و ساز کشور محسوب می‌شود زیرا استفاده از مصالح ساختمانی استاندارد را ضروری ساخت.

## تقسیمات کشوری
شهرستان رودبار دارای ۵ بخش، ۱۲ دهستان و ۷ شهر به شرح زیر است:

### شهرستان رودبار
| بخش               | مرکز بخش | جمعیت بخش ۱۳۹۵ | نام دهستان     | مرکز دهستان       | جمعیت دهستان ۱۳۹۵ | شهر                   | جمعیت شهر ۱۳۹۵                   |
| ----------------- | -------- | -------------- | -------------- | ----------------- | ----------------- | --------------------- | -------------------------------- |
| مرکزی             | رودبار   | ۴۸٬۵۷۹ نفر     | رستم‌آباد جنوبی | رستم‌آباد          | ۳٬۶۵۷ نفر         | منجیل رستم‌آباد رودبار | ۱۵٬۶۳۰ نفر ۱۳٬۷۴۶ نفر ۱۰٬۵۰۴ نفر |
| مرکزی             | رودبار   | ۴۸٬۵۷۹ نفر     | کلشتر          | علی‌آباد           | ۲٬۵۶۴ نفر         | منجیل رستم‌آباد رودبار | ۱۵٬۶۳۰ نفر ۱۳٬۷۴۶ نفر ۱۰٬۵۰۴ نفر |
| مرکزی             | رودبار   | ۴۸٬۵۷۹ نفر     | رستم‌آباد شمالی | اسکولک            | ۲٬۴۷۸ نفر         | منجیل رستم‌آباد رودبار | ۱۵٬۶۳۰ نفر ۱۳٬۷۴۶ نفر ۱۰٬۵۰۴ نفر |
| رحمت‌آباد و بلوکات | توتکابن  | ۱۴٬۸۹۱ نفر     | دشتویل         | دشتویل            | ۴٬۹۲۷ نفر         | توتکابن               | ۱٬۵۱۰ نفر                        |
| رحمت‌آباد و بلوکات | توتکابن  | ۱۴٬۸۹۱ نفر     | بلوکات         | شهربیجار          | ۴٬۴۴۰ نفر         | توتکابن               | ۱٬۵۱۰ نفر                        |
| رحمت‌آباد و بلوکات | توتکابن  | ۱۴٬۸۹۱ نفر     | رحمت‌آباد       | توتکابن           | ۴٬۰۱۴ نفر         | توتکابن               | ۱٬۵۱۰ نفر                        |
| لوشان             | لوشان    | ۱۴٬۷۵۷ نفر     | جمال‌آباد       | جمال‌آباد نظامی‌وند | ۱٬۲۸۲ نفر         | لوشان                 | ۱۳٬۰۳۲ نفر                       |
| لوشان             | لوشان    | ۱۴٬۷۵۷ نفر     | پاچنار         | پاچنار            | ۴۴۳ نفر           | لوشان                 | ۱۳٬۰۳۲ نفر                       |
| خورگام            | بره‌سر    | ۹٬۲۸۴ نفر      | خورگام         | بره‌سر             | ۵٬۲۲۳ نفر         | بره‌سر                 | ۱٬۶۱۲ نفر                        |
| خورگام            | بره‌سر    | ۹٬۲۸۴ نفر      | دلفک           | چهارمحل           | ۲٬۴۴۹ نفر         | بره‌سر                 | ۱٬۶۱۲ نفر                        |
| عمارلو            | جیرنده   | ۷٬۲۰۸ نفر      | جیرنده         | جیرنده            | ۲٬۶۵۶ نفر         | جیرنده                | ۲٬۳۲۰ نفر                        |
| عمارلو            | جیرنده   | ۷٬۲۰۸ نفر      | کلیشم          | کلیشم             | ۲٬۲۳۲ نفر         | جیرنده                | ۲٬۳۲۰ نفر                        |

## اقتصاد
اقتصاد رودبار بر پایه کشاورزی، توریسم و صنعت نهاده شده است.

### کشاورزی
اقتصاد این منطقه بعلت شرایط خاص اقلیمی بر پایه کشاورزی و دامداری استوار است. مهم‌ترین محصول آن زیتون می‌باشد که عمده‌ترین محصول کشاورزی شهرستان است.

#### درخت زیتون
پیش از این تصور می‌شد کشت زیتون در رودبار قدمت ۸۰۰ ساله دارد اما تازه‌ترین کشفیات باستان‌شناسی در تپه باستانی کلورز رستم‌آباد بیانگر این است که کشت زیتون در این منطقه به بیش از دو هزار سال پیش بازمی‌گردد. در سفرنامه ناصر خسرو قبادیانی که از بخش‌هایی از این شهرستان و شهرستان طارم گذشته است، تنها به درختان انار و انجیر اشاره شده است که به وفور به چشم می‌خورد و اشاره ای به درخت زیتون نشده است که امروز بزرگ‌ترین چشم‌انداز منطقه است و درختان ذکر شده در سفرنامه در مقابل انبوه درختان زیتون پنهان از نظر می‌باشد.

### گردشگری
دیدنی‌های رودبار به دو دسته طبیعی-تاریخی و مذهبی تقسیم شده است:

#### طبیعی-تاریخی
زیبایی رودها و کوه‌های رودبار که پذیرای تمدن‌ها و آثار تاریخی ایشان بوده است:

#### مذهبی
- امامزاده صالح خاصکول واقع در روستای سرسبز و دیدنی پره (فاصله ۱۵ کیلومتری شرق رستم‌آباد)
- امامزاده اسماعیل، قاسم، محمود با درختان زربین قدیمی و قطور(d=15m)دوکیلومتری شمال رودبار<ویایه>
- امامزاده ابراهیم، واقع در «کیاباد»، هیجده کیلومتری شمال شرقی رودبار.
- امامزادگان ابوالحسن، ابوالمحسن و ابوالفضل، واقع در «فیلده»، چهار کیلومتری شرق رودبار.
- امامزادگان حمزه و یوسف، واقع در «شیرکده»، سی کیلومتری شرق رودبار.
- سیّد طاهر، واقع در «شمام»، بیست کیلومتری شمال رودبار.
- سید طاهر و سید طیّب، واقع در پاکده، سی کیلومتری لوشان رودبار.
- امامزاده عسکربن حسین بن موسی الکاظم، واقع در «جیرنده»، ۳۶ کیلومتری لوشان، امامزاده محمد حنفیه در روستای بیورزین بعد ار لوشان لوشان، عمارلو
- امامزاده سیداشرف الدین ابن موسی کاظم واقع در روستای چمل قدیم ناحیه خورگام
- امامزاده روح‌الله واقع در روستای نوده خورگام
- سیدحسن گندمی واقع در سمام پشت نوده خورگام
- امامزاده احمد و محمد در روستای ناوه بخش عمارلو
- امامزاده طاهر خرمکوه در روستای خرمکوه بخش عمارلو-
- شاهزاده عسگر بی بی زَنِ خاتون امامزاده محمد در شهر جیرنده بخش عمارلو
- امامزادگان سه فرزندان موسی کاظم واقع در روستای ییلاقی فیلده از توابع بخش مرکزی.
- امامزاده محتشم در روستای اسطخ جان از جاذبه‌های مذهبی توریستی این روستا می‌باشد.
-امام زاده پیر محمد در روستای رودخانه از توابع بخش رحمت آباد و بلوکات در کنار رودخانه سفید آب

## جاذبه‌های گردشگری

### دریاچه ویستان
دریاچه ویستان یا بره‌سر نگین سبز و پنهان رودبار است. زیبایی دریاچه ویستان مثال زدنی است. دریاچه‌ای آرام با عمقی زیاد که بر اثر زلزله به وجود آمده است و آرامش و سکوت بی‌نظیری دارد. تماشای شنای ماهی‌ها درون آب بسیار دلنشین است. طبیعت بکر منطقه میزبان گونه‌های گیاهی و جانوری بسیاری است. آب دریاچه از چشمه‌های زیرزمینی تأمین می‌شود.

### روستای داماش
روستای داماش در منطقه عمارلو قرار دارد. این روستای ییلاقی دیار سوسن چلچراغ است. دشت محل روییدن این گل کمیاب از جاذبه‌های دیدنی رودبار است. رویش یکی از نادرترین گل‌های جهان در طبیعتی زیبا و چشم‌نواز داماش را به یکی از مقصدهای محبوب گردشگری تبدیل کرده است. جشنواره سوسن چلچراغ، یکی از معروف‌ترین مراسمی است که در منطقه برگزار می‌شود. از دیگر ویژگی‌های این روستا چشمه آب‌معدنی است که گردشگران بسیاری را به ییلاق داماش جذب می‌کند.

### آبشار خلشکوه
آبشار زیبای خلشکوه که در روستای خرم‌کوه قرار دارد از جاذبه‌های گردشگری و تفریحی شهرستان رودبار است. آبشار مرتفع خلشکوه که از صخره‌های سنگی سرازیر می‌شود منظره‌ای تماشایی را به وجود آورده است. صدای آب روان حس تازگی و نشاط محیط را چند برابر کرده است.

### روستای حلیمه‌جان
دریاچه عروس حلیمه‌جان، به قدری زیبا و چشم‌نواز است که به عروس گیلان شناخته می‌شود. از زیباترین منظره‌های این دریاچه جلبک‌های روی آب هستند. این جلبک‌ها سراسر دریاچه را پوشانده‌اند و هنگام ظهر با وزش باد کنار می‌روند و آب دریاچه مشخص می‌شود. روستای حلیمه‌جان آب‌وهوای مساعدی دارد و در تابستان‌ها نیز بسیار خنک است.

## نگارخانه

نقشه بخش‌ها و دهستان‌ها
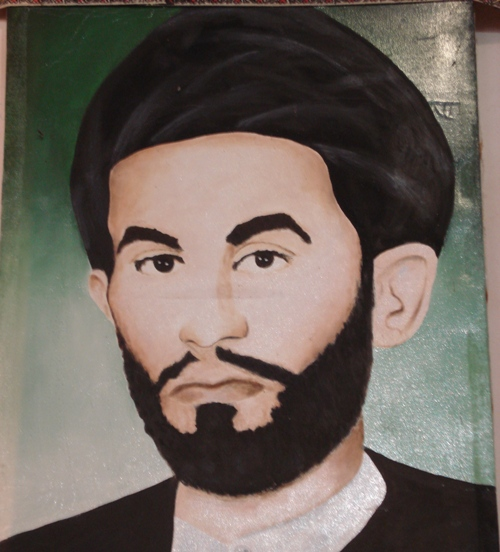
سید یونس رودباری
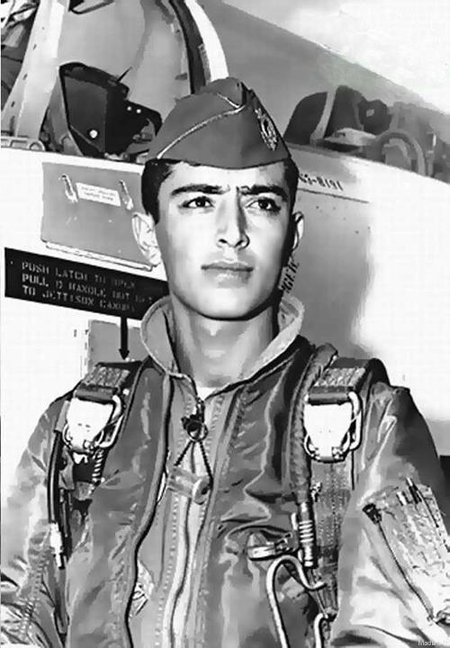
سید علی اقبالی دوگاهه
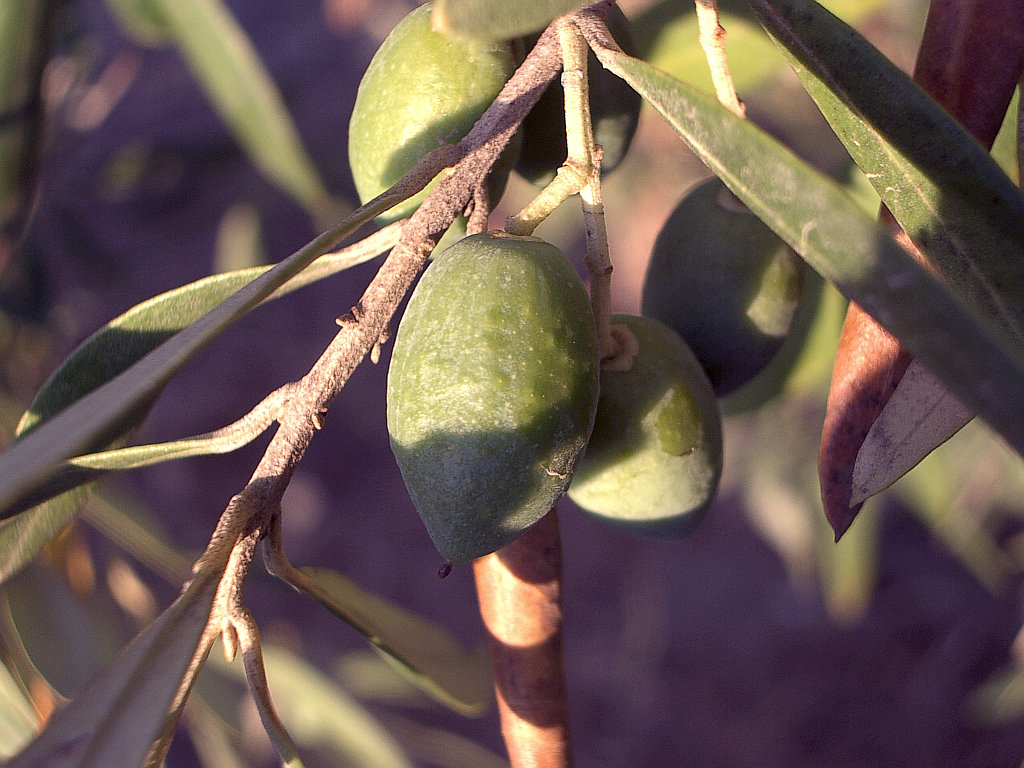
زیتون
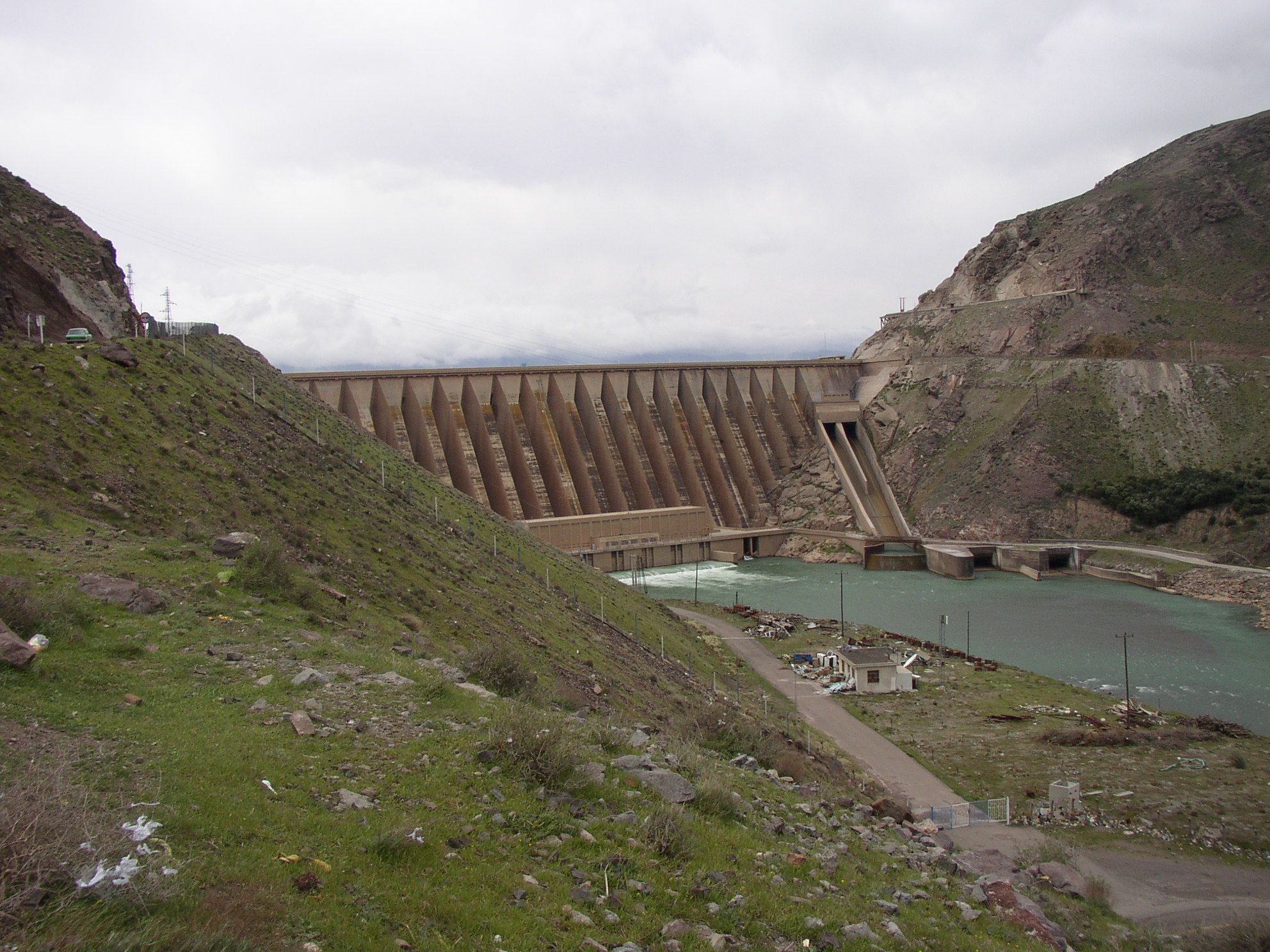
سد سفیدرود
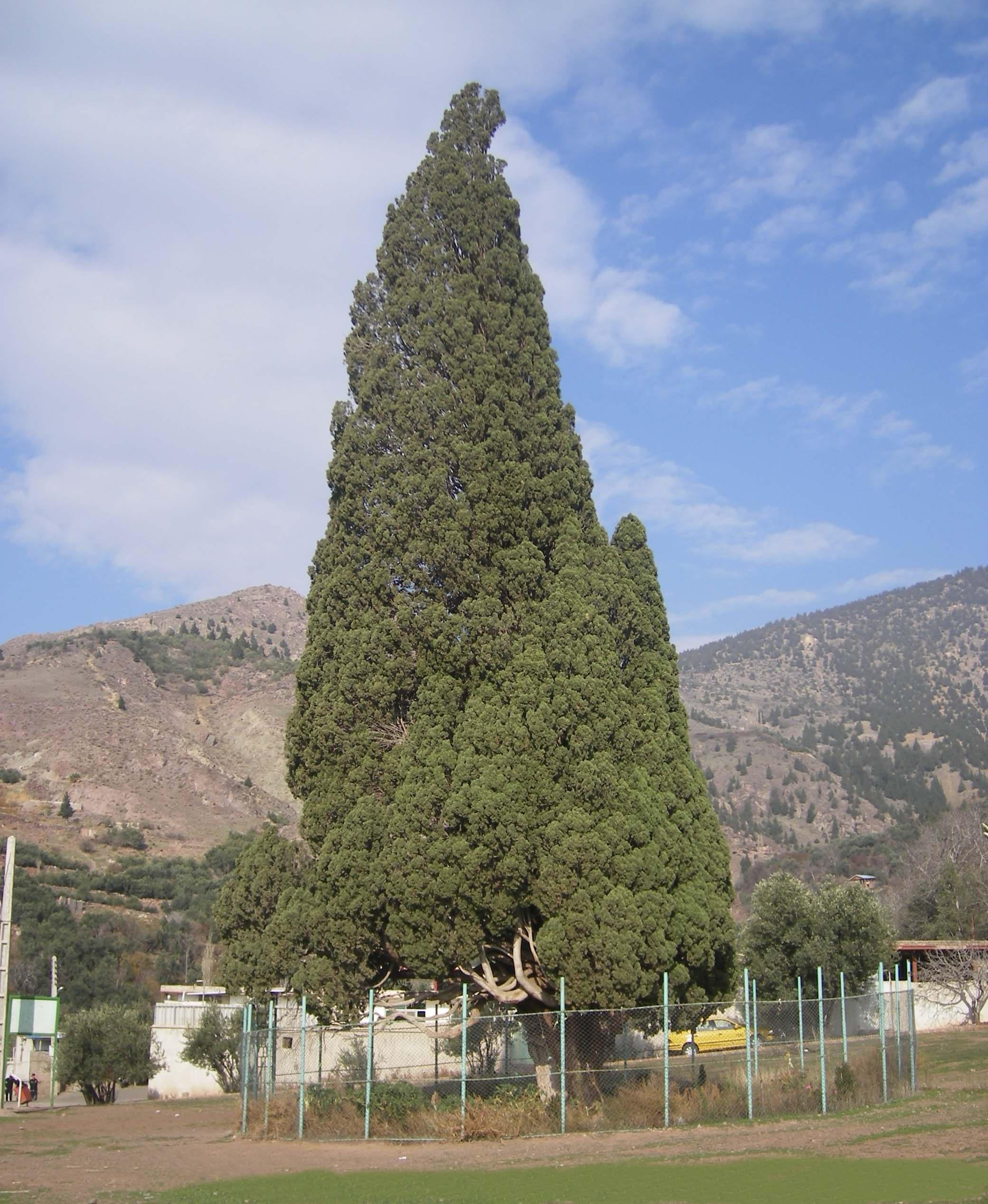
سرو هرزویل
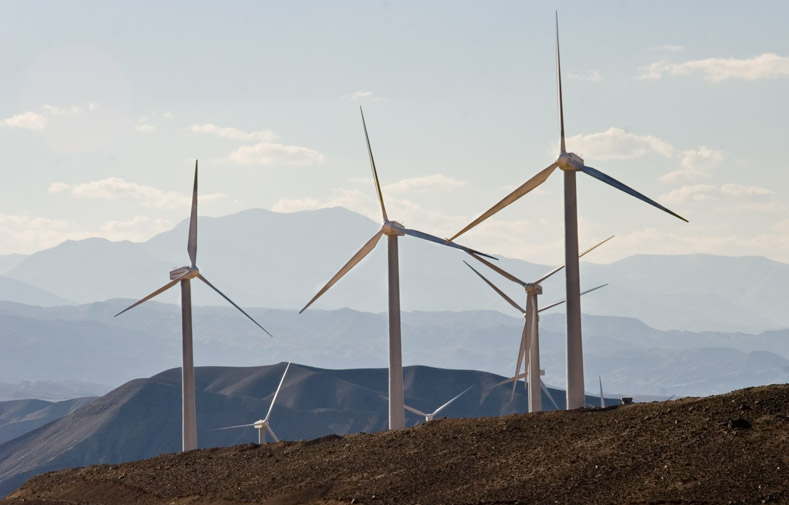
نیروگاه بادی منجیل
کوه درفک
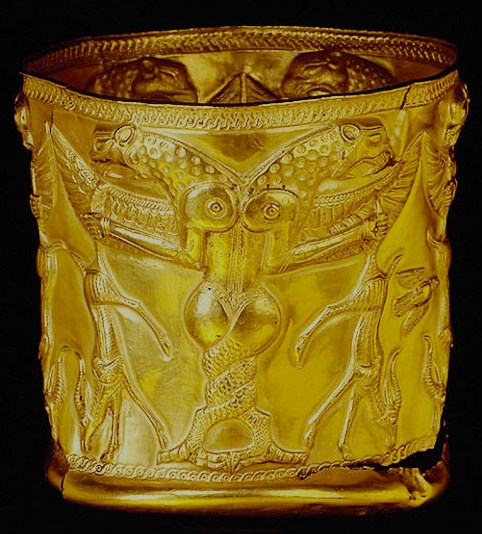
جام هیولای دوسر و غزال، موزه لوور
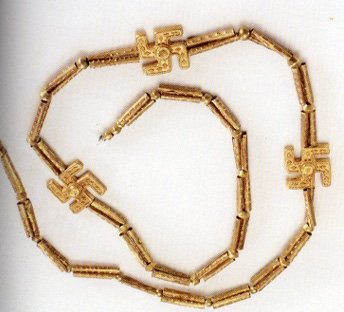
گردنبند ایرانی پیدا شده در مارلیک
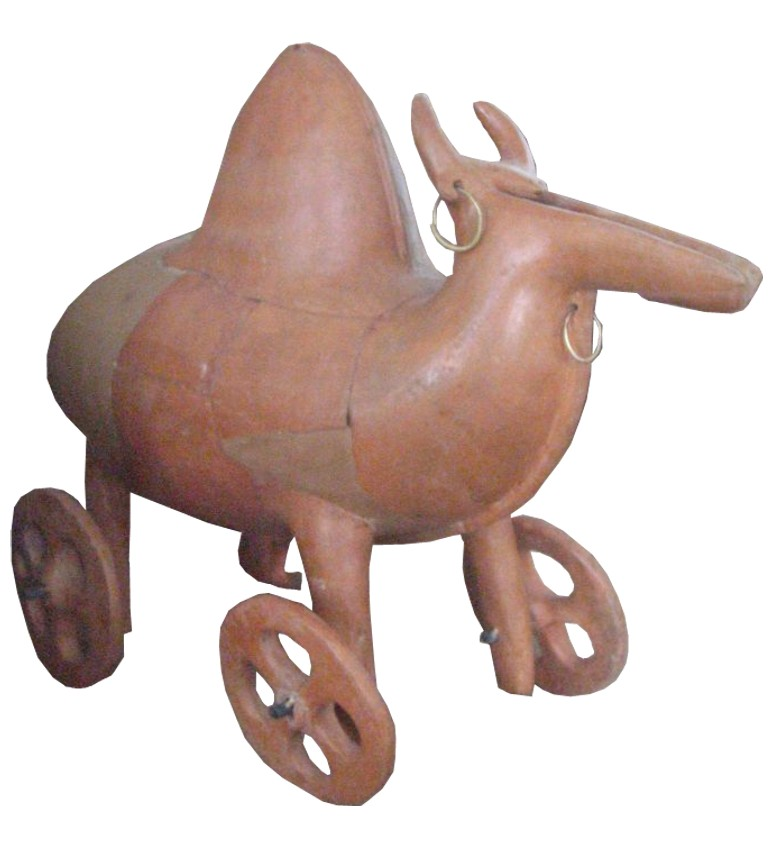
تکوک یافت شده در بخش عمارلو، مربوط به قرن اول قبل از میلاد. نگهداری شده در موزه ملی ایران
سوسن چلچراغ
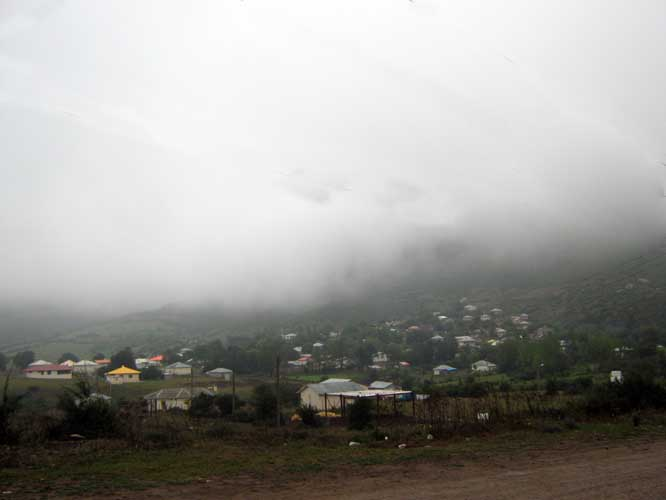
روستای داماش
خلشکوه
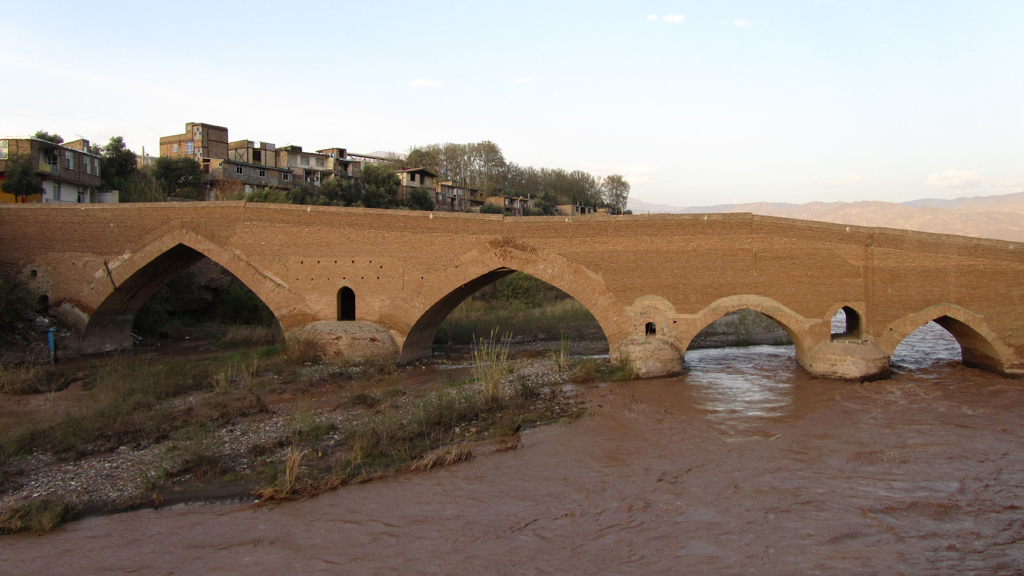
پل خشتی لوشان
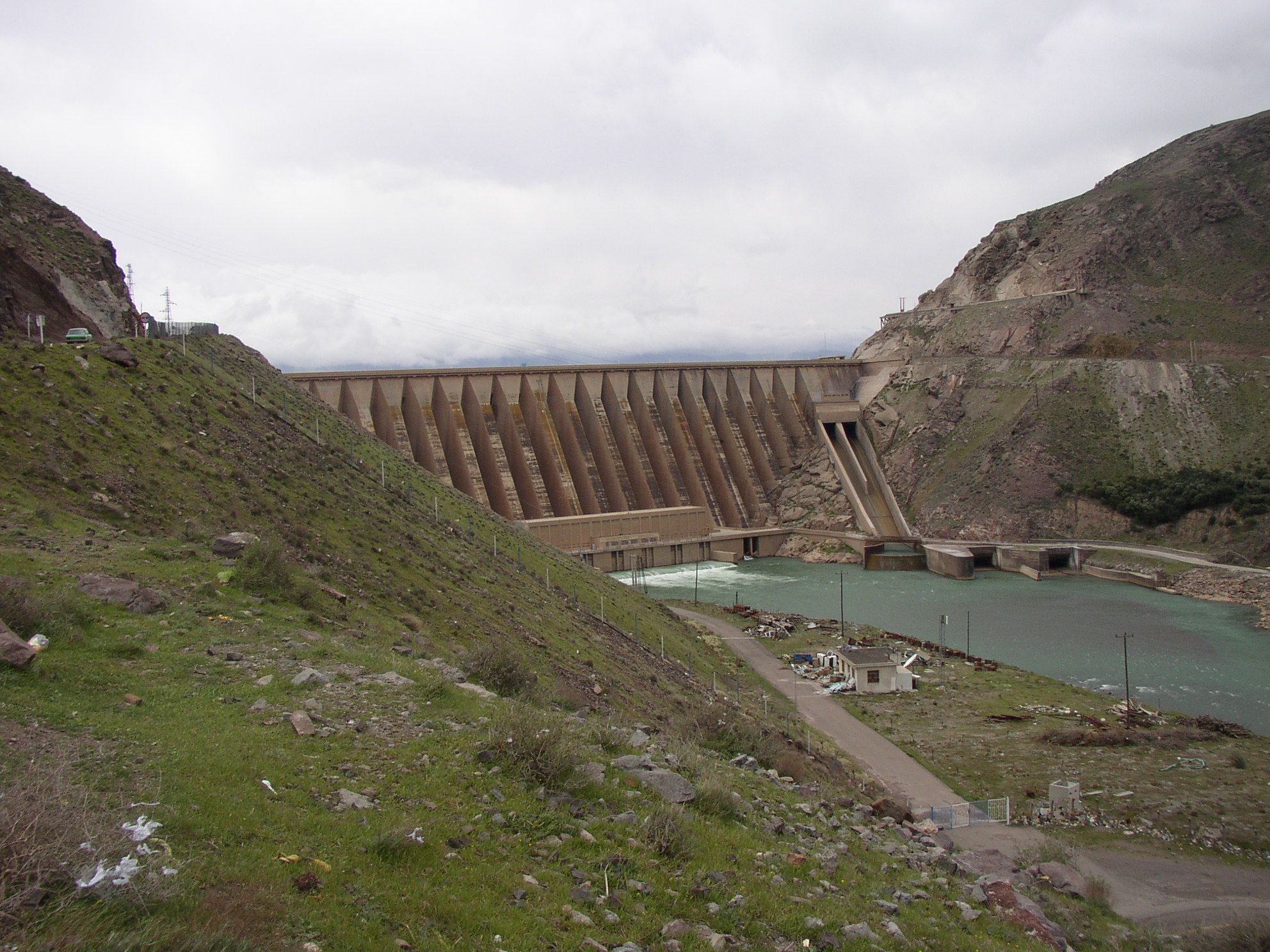
سد سفیدرود در منجیل
حمام قدیمی جیرنده
نقشه شهرستان رودبار به تفکیک آبادی‌ها